# Tulipomanija
Tulipomanija (nizozemski tulpenwoede ili tulpengekte) naziv je za povijesni financijski slom špekulacijskog mjehura u Nizozemskoj. Tulipani su u Nizozemskoj tijekom prve polovice 17. stoljeća bili kolekcionarski predmet. Uzgajani su kao statusni simbol u vrtovima bogatih osoba, obrazovane buržoazije, znanstvenika i aristokracije. 
Tulipan su prvi put uzgojili Turci oko 1000.-te godine nakon Krista iz dotad uobičajenog divljeg cvijeta središnje Azije. Prevladava opće mišljenje kako je cvijet doputovao u Nizozemsku oko 1593., prilikom osnivanja Botaničkog vrta u Leidenu, jednog od najstarijih botaničkih vrtova na svijetu. Kada je Nizozemska rješila čitav niz nepovoljnih prilika koje su joj kočile rast, krenulo je zlatno doba. Resursi koji su ranije bivali trošeni na borbu za neovisnost od Španjolske odjednom su se usmjerili u trgovinu, znanost, umjetnost i arhitekturu. Veze s istočnim zemljama su bile snažne jer su amsterdamski trgovci bili u centru trgovine, te posjedovali značajnu flotu. Sa samo jednim putovanjem prosječni trgovac je mogao dosegnuti profite of čak 400%. Naglo bogaćenje izazvalo je društvene promjene, a ubrzo su počele nicati raskošne palače i imanja okružena vrtovima cvijeća. Tulipani su se razlikovali od tradicionalnog europskog cvijeća zbog svoje šarolikosti, pa su slijedom okolnosti postali glavna atrakcija i najpoželjniji statusni simbol svakog imućnijeg čovjeka. Sam cvijet se dijeli na više vrsta, od kojih je zanimljivo spomenuti Couleren (jednobojne crvene, žute ili bijele), Rosen (višebojni, crveno ili ružičasto na bijeloj pozadini), Violetten (ljubičasto na bijeloj površini) i Bizarden (crveni, smeđi ili ljubičasti na žutoj pozadini).
S rastućom ekonomijom i naizgled bezgraničnim prilikama za zaradu u međunarodnoj trgovini, život u Nizozemskoj oko 1630 je bio dobar. Tulipan se ponosno nad ostalim vrstama cvijeća kao statusni simbol. Iako su se obični tulipani prodavali u većim količinama, cijene rijetkih vrsta su letjele u nebo sa svakom novom pojavom. Profesionalni trgovci tulipanima kontinuirano su tražili ljubitelje cvijeća i špekulante koji bi potom investirali svoju životnu ušteđevinu zadovoljni obećanjima nevjerojatnog profita. Budući da se potražnja za tulipanima dramatično povećala, kroz vrijeme cijene su kontinuirano rasle. No ponuda lukovica nije mogla pratiti taj rast iz prirodnih razloga. Naime, potrebno je pet do deset godina za uzgoj jednog tulipana iz sjemenke, a godišnje je moguće proizvesti tek dva do tri klona. Još jedna zanimljiva činjenica iz tog vremena pokazuje nam kako je tržište tulipanima postalo zasebno tržište, koje je čak izbjegavala tada vrlo razvijena Amsterdamska burza.
Dakle, zasad imamo kontinuirano rastuću potražnju, stabilnu i spororastuću ponudu, puno slobodnog novca, pohlepu i špekulaciju. Zvuči kao pravi temelji krize? Proučimo što se dogodilo dalje. Tulipani cvjetaju u travnju i svibnju samo tjedan dana, a sekundarni izdanci se pojavljuju nedugo potom. Lukovice se mogu seliti otprilike između lipnja i rujna, stoga su se u tom razdoblju odvijale stvarne kupnje i prodaje. No zbog razvijenih financijskih instrumenata i ekonomskog znanja, ljudi su mogli kupovati i prodavati tulipane cijelu godinu pomoću privatnih ugovora koji su u biti bili neka verzija financijskih izvedenica. Špekulanti i trgovci su prvi počeli koristiti povoljnosti rastuće potražnje, a u kasnijim fazama uključili su se prosječni građani potpisivanjem ugovora pred javnim bilježnikom. Rezultat takve prakse bilo je atraktivno tržište za cjelogodišnju trgovinu tulipanima. Short selling, tehnika kojom se zarađivalo na padu bila je u to vrijeme zabranjena, što je dodatno potaklo iracionalan rast.
Kako su trgovci donosili novostečena bogatstva sa svojih putovanja, popularnost cvijeća poput tulipana je stvorila ogromnu potražnju među bogatijim slojevima društva. Profesionalni uzgajivači su počeli plaćati sve više i više cijene za posebne rjeđe lukovice. Oko 1634. godine su strani investitori i špekulanti počeli ulaziti u trgovinu cvijećem. Već sljedeće sezone, rast cijena se ubrzao te je došlo do fundamentalne promjene u načinu trgovine lukovicama tulipana. Počele su se prodavati po težini dok su još uvijek bile pod zemljom, s dokumentom koji opisuje detaljan izgled i karakteristike lukovice, težinu pri sadnji i vrijeme kada će se izvaditi iz zemlje. Budući da je sama isporuka lukovica bila mjesecima od realizacije, predmet trgovine su postali dokumenti koji su predstavljali papirnata obećanja. Težina se uobičajeno mjerila kao aasen, vrlo maloj jedinici koja iznosi otprilike jednu dvadesetinu grama. Plaćanje lukovice po težini je bio fer način procjene cijene jer je tako nezrela lukovica vrijedila manje od zrelije, no istovremeno je značajno povećao vrijednost težih lukovica. Upravo u tom elementu špekulacija je našla svoju priliku. S obzirom na to da se lukovice sade u rujnu i listopadu, vjerojatno će više težiti nakon što se izvade iz zemlje (nakon cvata) sljedećeg lipnja i srpnja. Čak i da se tržišna cijena po težini ne promijeni, cijena lukovice se mogla povećati 300 do 500% kroz devet mjeseci, ovisno o stvarnoj razlici u težini. Teže lukovice su često imale tendenciju ranijeg cvata i razvijanja manjih klonova čime se dodatno povećavala njihova cijena.
Godine 1636. počele su kružiti priče o bogaćenju običnih ljudi na trgovini tulipanima. Glasine su pojačale špekulaciju, a Nizozemci su stvorili vrstu formalnog tržišta za tulipane na kraju sezone. Trgovci s ugovorima bi se nalazili u krčmama, a kupci su bili obvezni platiti do 2.5% provizije, maksimalno 3 florina po trgovini. Zanimljiva je činjenica kako su gore spomenutu proviziju zvali vinska provizija, nije teško pogoditi kako je vino zasigurno sklopilo brojne ugovore. Trgovina se koncentrirala u Harlemu za vrijeme Crne smrti, odnosno kuge koja je harala Europom. Suočeni sa smrću iz svih smjerova, ljudi su jednostavno bili skloniji riziku. Ugovori su najčešće bili između dviju osoba, izostavljajući službenu burzu. Cijena je i dalje stalno rasla, a trgovina je u narodu nazvana „trgovinom vjetra“ jer u većini slučajeva uopće nije dolazilo do razmjene tulipana. Slom tržišta koji je uslijedio 1637. pobrinuo se da znatan dio tih ugovora nikad ne bude realiziran.
Na vrhuncu manije za tulipanima, većina ugovora o trgovini je postala posve špekulativna te više skoro nije postojala ni namjera dočekati njihovu realizaciju. Sve upletene stranke, kupci i prodavači su bili ohrabreni očekivanjima da će sljedeća trgovina biti za još veći iznos, posve zanemarivši oprez. U jednom trenutku kupci su se počeli pitati dokad takav rast cijena može trajati i pojavile su se prve sumnje da će biti uzgojena veća količina tulipana od planirane, čime bi rastuća ponuda srušila cijene. U prvom tjednu veljače 1637. godine, investitori više nisu bili spremni plaćati visoke cijene. Tržište se urušilo i odjednom je zavladala ogromna nesigurnost vezana za ugovorne obveze tj. njihovu realizaciju. Kupci su očekivali izbjegavanje plaćanja previsokih ugovorenih cijena, nakon što je vrijednost lukovica drastično pala. Trgovci su pokušali nametnuti provedbu po kojoj bi se ugovori zaključeni do studenog prethodne godine (kad su još bile visoke cijene) bili važeći, a svi ugovori zaključeni poslije tog datuma su se mogli poništiti ako bi kupac platio 10% ugovorene cijene kao kaznu. No između dviju strana dogovor se pokazao nemogućim. U ožujku je predloženo da se datum pomakne na rujan, ali ni to nije urodilo plodom.
Konačno, problem je narastao do mjere u kojoj ga je morao proučiti Visoki sud te donio odluku da sve transakcije ostanu važeće, s time da se ugovorne stranke međusobno dogovore, ostavljajući mogućnost tužbi tek kao krajnju mjeru. Službene vlasti u Harlemu su odgovorile zabranom bilo kakvih akcija prema velikom broju dužnika. Pretpostavlja se da su dobrim dijelom štitili vlastite interese, jer su neki od njih bili itekako uključeni u trgovinu tulipanima. Godinu dana nakon sloma tržišta, osnovana je komisija sa zadatkom rješavanja problema. Svi slučajevi koji su došli pred nju riješeni su plaćanjem uobičajenog postotka pri realizaciji ugovora od 3,5% kao kompenzacije prodavatelju i kazne kupcu. Također prodavatelj je bio prisiljen zadržati tada bezvrijedne lukovice, a kupac je morao dati za tadašnje prilike veću količinu novaca. Na neki način, svi uključeni su izgubili. Potražnja za tulipanima je gotovo nestala, a sam cvijet je stekao negativnu reputaciju. Kroz vrijeme, ljudi su zaboravili na ovu veliku krizu te je tulipan postao nacionalni simbol Nizozemske.
Pojam tulipomanija se rabi i metaforički za karakteriziranje drugih, naizgled iracionalna i rizična financijska kretanja.

## Vanjske poveznice
- Wageningen Tulip Portal  Arhivirana inačica izvorne stranice od 30. travnja 2011. (Wayback Machine)
- Norton Simon Tulpenbuch